# Playpower
Playpower är en enkel dator och den organisation som tillhandahöll datorn. Dator är avsedd för undervisning i utvecklingsländer. Datorn bygger på teknik som var vanligt förekommande redan under 80-talet (6502-CPU) och billig.
Utveckling av mjukvara för Playpower stöds av bland andra Stanford University och MIT.